# Hôtel Ilves
L'hôtel Ilves (nom officiel : Sokos Hotel Ilves) est un hôtel situé dans le quartier de Kyttälä au centre de Tampere en Finlande.

## Description
L'Hôtel Ilves est conçu par l'architecte Maunu Kitunen et sa construction se termine en 1986. L'hôtel a  336 chambres et cinq restaurants. Le bâtiment mesure 63 mètres de hauteur pour 18 étages. C'est l'un des plus hauts bâtiments de Finlande.
L'hôtel Ilves appartient au groupe coopératif S-ryhmä. Il a été nommé "Ilves" (signifiant "lynx" en français) après un concours public.
L'hôtel a été achevé en 1986, mais la date d'ouverture a dû être reportée par rapport à la date prévue du 5 mai en raison d'un conflit social dans le secteur de la construction. L'Ilveks est devenu le site le plus grand, le plus spectaculaire, le plus cher et le plus célèbre de la grève de l'électricité. L'ouverture officielle a eu lieu le 21 août 1986. Au début des années 2020, l'Ilveks a subi d'importantes rénovations au niveau de la surface et de la plomberie, et les restaurants ont également été rénovés.

### Galerie

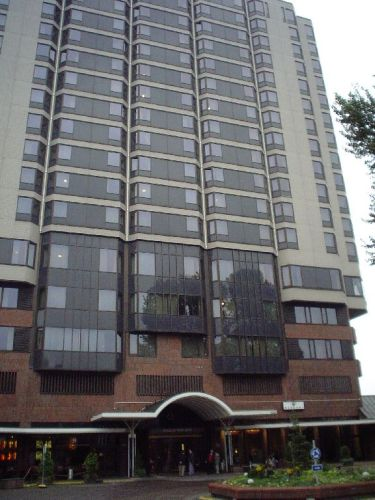
L'hôtel Ilves.
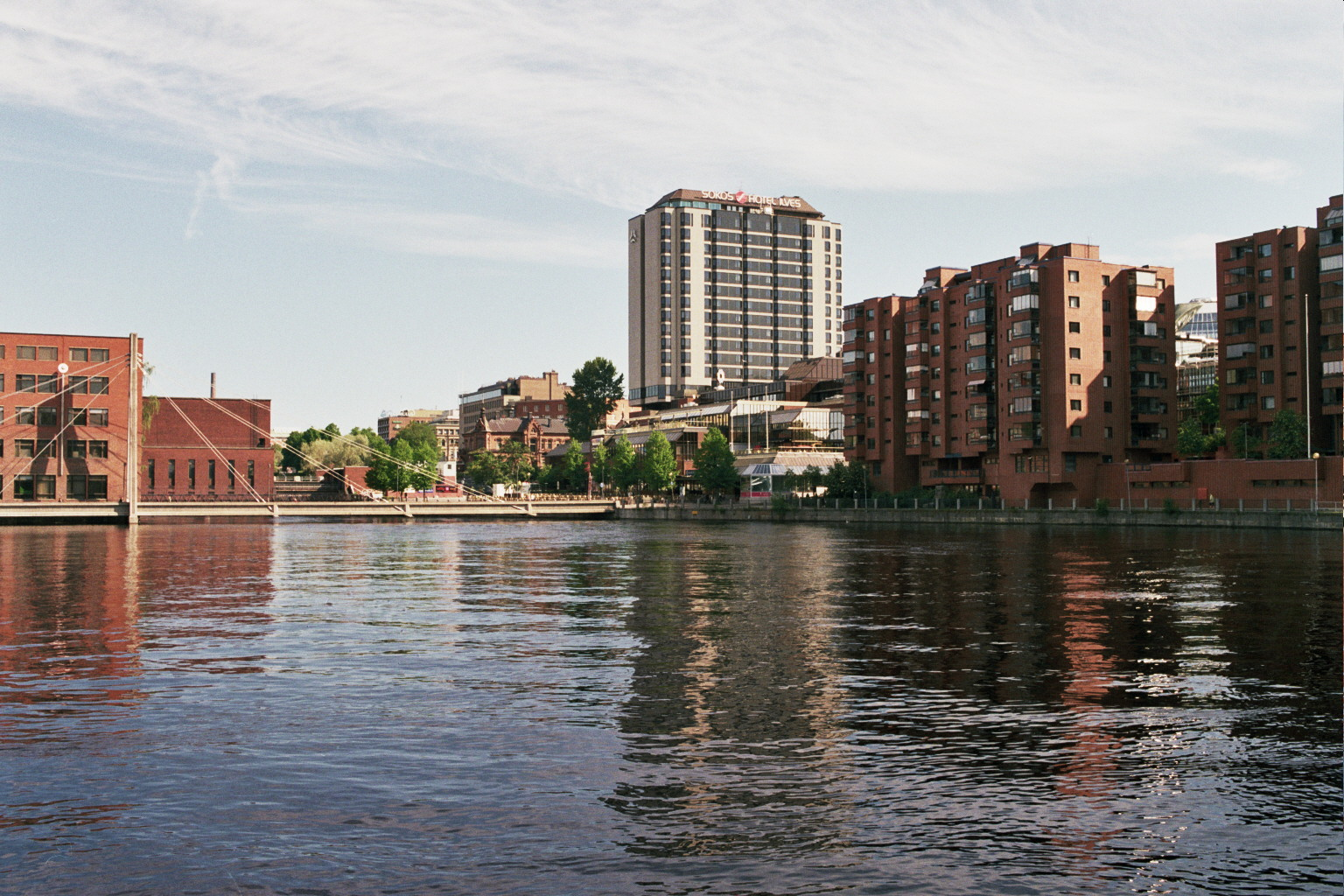
Au fond l'hôtel Ilves.
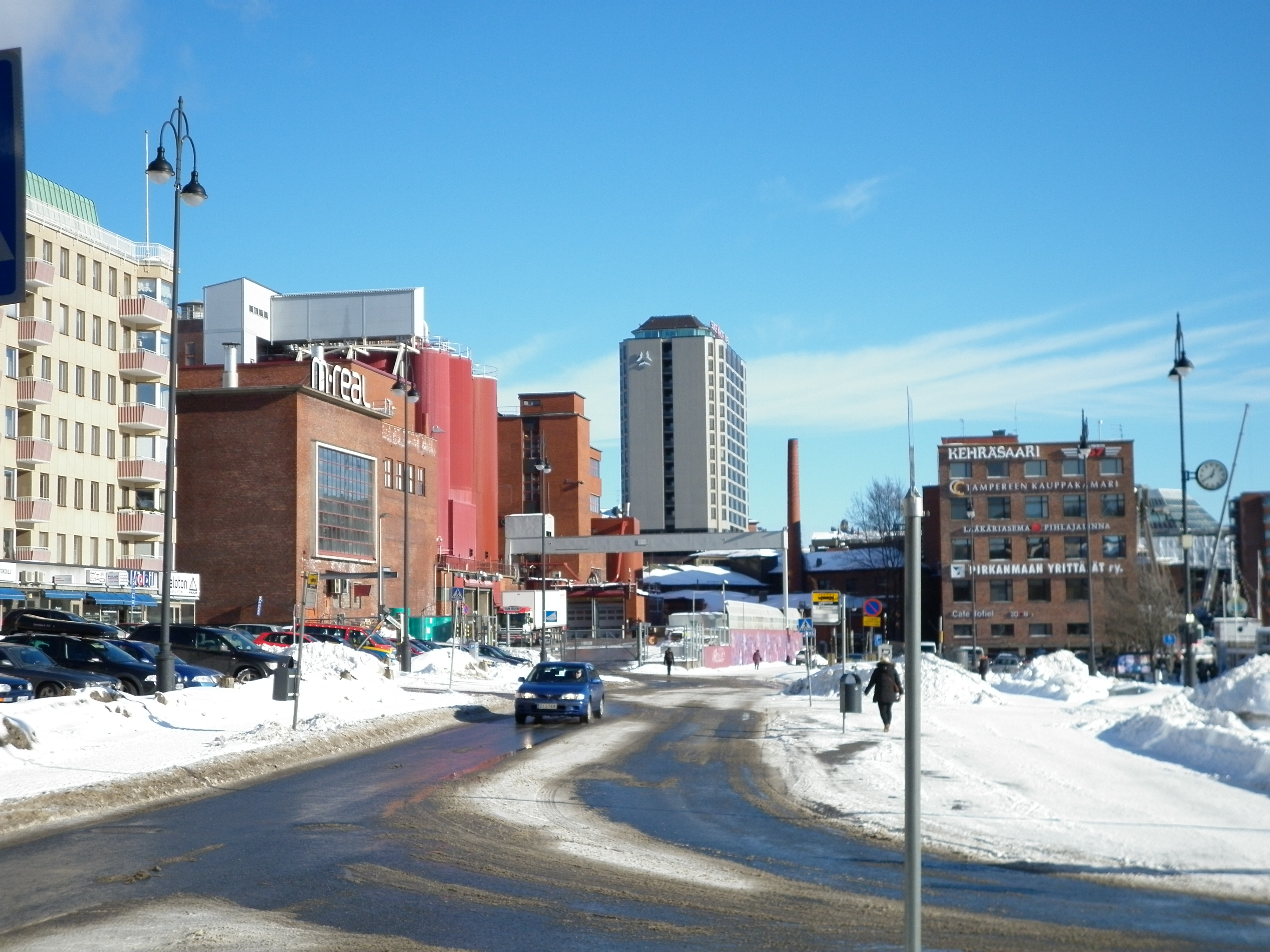
L'hôtel Ilves vu de la place Laukontori.
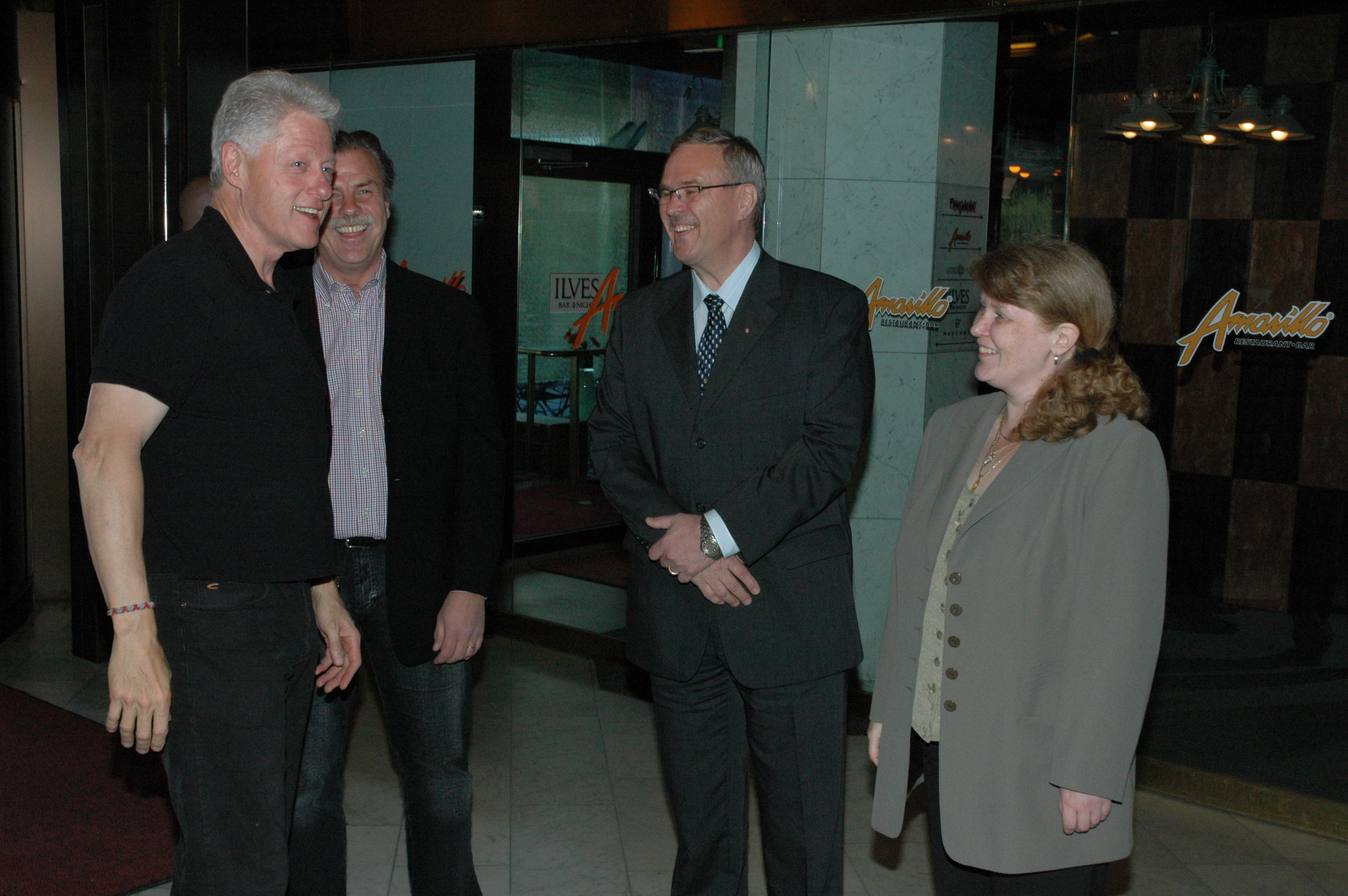
Bill Clinton à l'hôtel Ilves en 2006.